# 5801 Vasarely
5801 Vasarely eller 1984 BK är en asteroid i huvudbältet som upptäcktes den 26 januari 1984 av den tjeckiske astronomen Antonín Mrkos vid Kleť-observatoriet i Tjeckien. Den är uppkallad efter konstnären Victor Vasarely.
Asteroiden har en diameter på ungefär 12 kilometer.